# Kupid (luna)
Kupid  je Uranov notranji satelit. 

## Odkritje in imenovanje
Luno Kupid sta odkrila Mark R. Showalter in Jack J. Lissauer
25. avgusta 2003 z uporabo Vesoljskega teleskopa Hubble . Takrat je dobila začasno oznako S/2003 U 2
.
Uradno ime je  dobila po Kupidu iz Shakespearjevega dela Timon Atenski.

## Lastnosti
Luna Kupid je najmanjša od znanih Uranovih lun, saj ima samo 18 km v premeru. Ima zelo temno površino. Zradi tega je Voyager 2 ni opazil na svoji poti mimo Urana leta 1986.
Njena tirnica se samo za 863 km razlikuje od tirnice večje lune Belinde. Kljub temu do sedaj niso opazili, da bi nanjo vplivala.
Ne smemo je zamenjati z asteroidom 763 Kupid.